# Lake Lenore n.º 399
Lake Lenore n.º 399 es un municipio rural canadiense situado en la provincia de Saskatchewan.

## Superficie
Lake Lenore n.º 399 tiene una superficie de 714,17 km².

## Demografía
En 2021, tenía 506 habitantes, una densidad poblacional de 0,7 hab./km², y 279 viviendas.